# Xã Mill Shoals, Quận White, Illinois
Xã Mill Shoals (tiếng Anh: Mill Shoals Township) là một xã thuộc quận White, tiểu bang Illinois, Hoa Kỳ. Năm 2010, dân số của xã này là 668 người.